# Nunataki Brjusova
Nunataki Brjusova är en nunatak i Antarktis. Den ligger i Östantarktis. Argentina och Storbritannien gör anspråk på området. Toppen på Nunataki Brjusova är 1 419 meter över havet.
Terrängen runt Nunataki Brjusova är huvudsakligen kuperad, men den allra närmaste omgivningen är platt. Trakten är obefolkad. Det finns inga samhällen i närheten.